# I'll Sleep When I'm Dead
I'll Sleep When I'm Dead is een nummer uit 1993 van de Amerikaanse rockband Bon Jovi. Het is de vierde single van haar vijfde studioalbum Keep the Faith.
In de Amerikaanse Billboard Hot 100 haalde het nummer de 97e positie. In de Nederlandse Top 40 haalde het een 15e plek.